# SN 2010fp
SN 2010fp – supernowa typu Ia odkryta 15 czerwca 2010 roku w galaktyce A121406+4659. W momencie odkrycia miała maksymalną jasność 22,30m.